# MOX palivo
MOX (z anglického výrazu Mixed Oxide fuel) je směsné oxidické palivo jaderných reaktorů. Palivo MOX je alternativou k jadernému palivu s nízko-obohaceným uranem (LEU) používaným v lehkovodních reaktorech, které v oblasti výroby jaderné energie převažují. Existují tři základní typy MOX paliva, a to uran-plutoniový MOX, plutonium-thoričitý MOX a uran-thoričitý MOX.

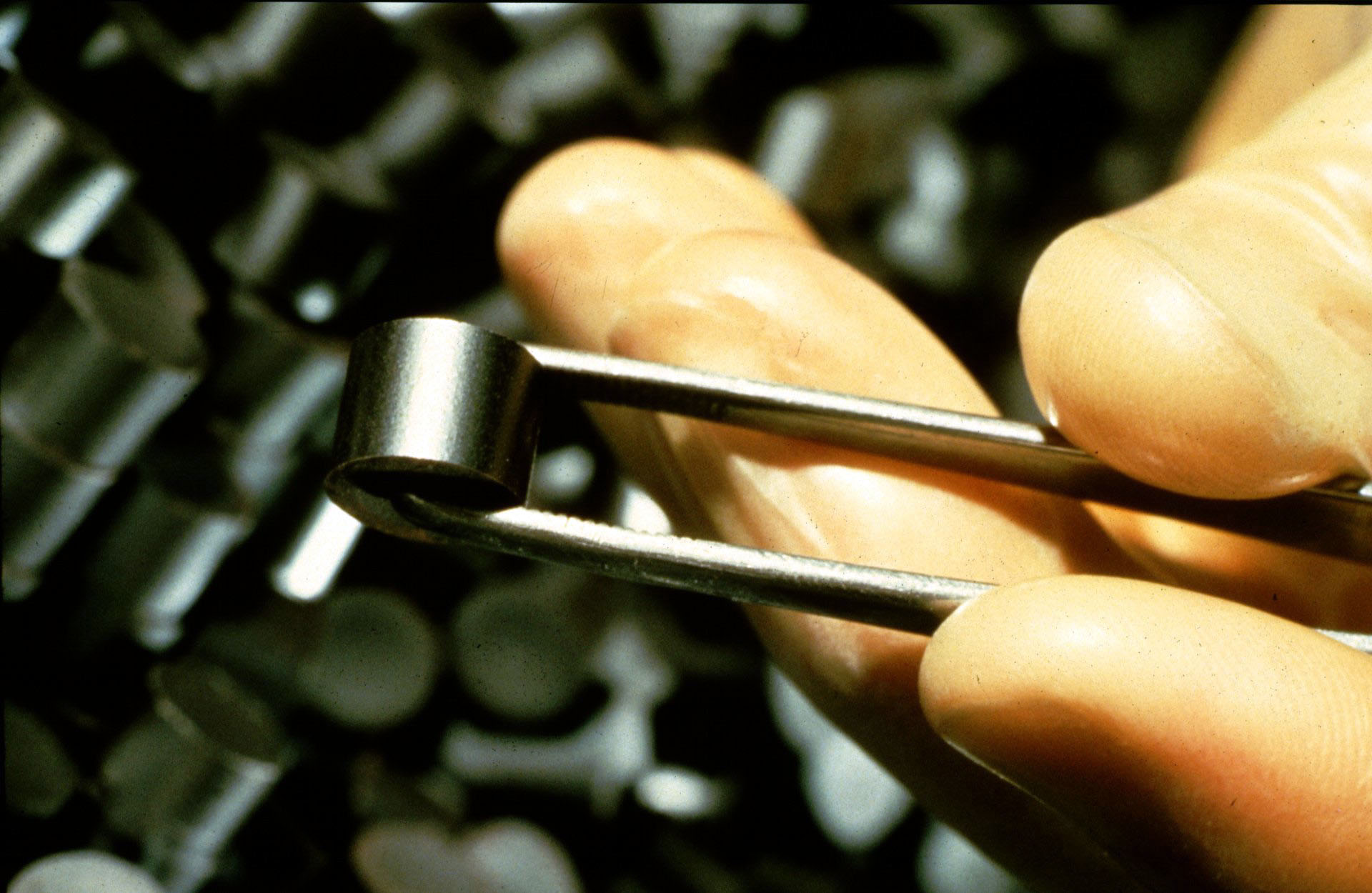
Nuclear Regulatory Commission (NRC) fotografie neozářené peletky z UO_{2}, téměř identické jako peletka paliva MOX

Nejčastěji se však využívá uran-plutoniový MOX, tedy směs oxidu uraničitého UO2 a oxidu plutoničitého PuO2. Například směs 7 % plutonia a 93 % přírodního uranu reaguje podobně, i když ne identicky, jako palivo LEU, ale poměr těchto fází může být různý. V lehkovodních reaktorech (LWR) je složení MOX paliva přibližně 93–95 % UO2 + 5–7 % PuO2, v těžkovodních reaktorech (HWR) 99 % UO2 + 1 % PuO2 a v rychlých (množivých) reaktorech (FBR) až 70–80 % UO2 + 20–30 % PuO2. MOX palivo tvoří obvykle 30 % aktivní zóny jaderného reaktoru. Zbytek je tvořen běžnými palivovými soubory z UO2.
Poprvé bylo palivo typu MOX použito v tlakovodním reaktoru BR3 v Belgii v roce 1963. Do komerčního provozu se dostalo až počátkem 80. let. 
V současnosti (2017) je nejvíce využíváno ve Francii, Velké Británii, Japonsku, Rusku a Indii.
REMIX je dalším typem směsného oxidického paliva vyráběného v Rusku, které na rozdíl od paliva MOX obsahuje ještě štěpný izotop 235U. Palivo je tedy tvořeno 1 % 239Pu, 3 % 235U, 96 % 238U . – prozatím není komerčně dostupné (10/2017).

## Výroba paliva MOX

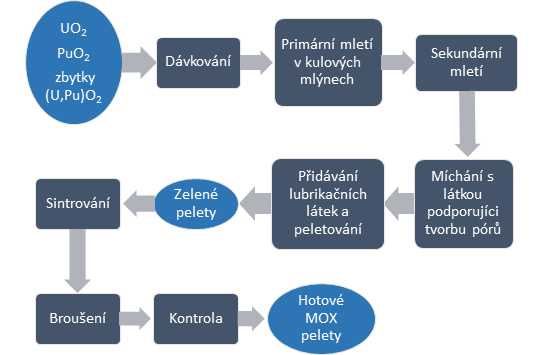
Zjednodušené schéma výroby paliva typu MOX

Výroba paliva MOX je velice podobná přípravě klasického paliva jaderných elektráren. Složka UO2 je tvořena výhradně ochuzeným uranem z obohacovacího procesu, případně je využíván přírodní uran. Jako zdroj PuO2 je použito vojenské plutonium z jaderných zbraní a dále plutonium z přepracování použitého jaderného paliva.
Pro extrakci plutonia se používá nejčastěji metoda PUREX (z angl. plutonium-uranium redox extraction), při níž se použité jaderné palivo rozpouští v kyselině dusičné (HNO3) a postupně se extrahují uranylové (UO2)2+ a plutonylové (PuO2)2+ ionty tributyl-fosfátem (TBP). Po separaci UO2 a PuO2 je výsledný prášek vysušen a namlet. Takovýto jemný prášek je poté možné doplnit různými aditivy, která mají za cíl modifikovat některé požadované charakteristiky paliva. Prášek je následně lisován do tzv. zelených (syrových) pelet, které jsou sintrovány (spékány) za přesně stanovených podmínek (tlak, teplota a čas). Sintrované pelety mají asi 95 % teoretické hustoty (Pu,U)O2 a na závěr je již jen zbroušen jejich povrch na požadované rozměry a drsnost, načež jsou pelety závěrečně kontrolovány a nevyhovující kusy jsou recyklovány.
Pelety se poté nasouvají do palivových proutků ze slitin zirkonia a z nich jsou následně sestavovány palivové soubory. Sada palivových souborů se pak zaváží do jaderného reaktoru, kde tvoří tzv. aktivní zónu.

## Závody na přepracování použitého jaderného paliva
Nejčastěji se pro přepracování využívá výše zmíněná metoda PUREX. Zde jsou uvedeny největší světové závody na přepracování použitého jaderného paliva.
- La Hague (Francie), kapacita 1600 t/rok
- Sellafield (Velká Británie), kapacita 1500 t/rok
- Rokkashomura (Japonsko), kapacita 800 t/rok
- Čeljabinsk (Rusko), kapacita 400 t/rok
- Kalpakkam (Indie), kapacita 100 t/rok

## Zajímavosti
- Jeden nový palivový soubor MOX lze vyrobit přepracováním sedmi běžných palivových souborů UO2. Tímto přepracováním se současně snižuje množství vysoce aktivních odpadů. Výsledkem je nižší hmotnost, objem a cca o 35 % nižší cena likvidace.[5]
- Palivo typu MOX v současnosti (9/2017) tvoří 5 % nově používaného jaderného paliva.[3]